# Melodifestivalen 2022
La sessantaduesima edizione del Melodifestivalen si è svolta dal 5 febbraio al 12 marzo 2022 a Stoccolma e ha decretato la rappresentante della Svezia all'Eurovision Song Contest 2022 a Torino.
La vincitrice è stata Cornelia Jakobs con Hold Me Closer.

## Organizzazione

### Scelta della sede
Dopo un'edizione svoltasi in un'unica sede a causa dell'impatto della pandemia di COVID-19 in Europa, l'emittente SVT aveva dapprima confermato che l'evento si sarebbe nuovamente svolto in sei diverse città della Svezia, con la Friends Arena di Stoccolma come sede della finale. Ciò nonostante, a causa delle nuove e più stringenti misure decise dal governo svedese per il contenimento della variante Omicron, il 14 gennaio 2022 è stata annunciata la sospensione della formula itinerante anche per questa edizione.
Tutte le fasi della selezione si sono tenute quindi a Stoccolma, con le prime tre semifinali in programma all'Avicii Arena (già sede dell'Eurovision Song Contest 2016), le restanti due semifinali e la finale nella Friends Arena.
Le città che, secondo i precedenti programmi, avrebbero dovuto ospitare lo show erano:
| Data             | Evento                     | Città originale | Sede originale   | Immagine |
| ---------------- | -------------------------- | --------------- | ---------------- | -------- |
| 5 febbraio 2022  | Semifinale 1               | Malmö           | Malmö Arena      |          |
| 12 febbraio 2022 | Semifinale 2               | Göteborg        | Scandinavium     |          |
| 19 febbraio 2022 | Semifinale 3               | Linköping       | Saab Arena       |          |
| 26 febbraio 2022 | Semifinale 4               | Lidköping       | Sparbanken Arena |          |
| 5 marzo 2022     | Semifinale 5 (Ripescaggio) | Örnsköldsvik    | Hägglunds Arena  |          |
| 12 marzo 2022    | Finale                     | Stoccolma       | Friends Arena    |          |

### Format
Il 26 gennaio 2022 sono state annunciate alcune modifiche al format e allo svolgimento del concorso:
Semifinali
Le semifinali si sono svolte in due turni di votazione. La canzone con il maggior numero di voti al primo turno si è qualificata direttamente per la finale, mentre nel secondo turno le restanti sei canzoni sono state votate in gran parte come nelle edizioni precedenti: la canzone al primo posto si è qualificata per la finale, mentre le canzoni che si sono classificate seconde e terze hanno avuto accesso alla quinta semifinale, utilizzando un sistema di fasce d'età in vigore dall'edizione 2019. Il voto di ciascuna fascia d'età ha avuto un punteggio di 12, 10, 8, 5, 3 e 1. Per la prima volta, sullo schermo è stata mostrata la ripartizione completa dei risultati, compresi i punti assegnati da ciascuna fascia di età.
Quinta semifinale (Ripescaggio)
Una quinta semifinale va a sostituire il ripescaggio (Andra Chansen) delle edizioni precedenti, pur mantenendo la medesima funzione. In un sorteggio che si è tenuto il 1º marzo 2022, tutte le canzoni classificate al terzo e quarto posto di ciascuna delle quattro semifinali precedenti (otto canzoni in totale) sono state divise in due gruppi. Non sono state fatte differenze sul fatto che si siano classificate terze o quarte nelle rispettive semifinali. Il voto di ciascuna fascia di età ha portato un punteggio di 12, 10, 8, 5, 3 e 1. Per questa semifinale, sullo schermo non verrà mostrata la ripartizione completa dei risultati.
Finale
Durante la finale dell'evento, al pubblico è stato consentito di votare fino a 5 volte per canzone durante le esibizioni. Dopo che la giuria internazionale ha espresso il proprio voto, il pubblico ha espresso la propria preferenza in un'ulteriore finestra di televoto, in modo da continuare a influenzare i risultati. Come tutte le votazioni precedenti, anche in questa è stato utilizzato il sistema delle fasce d'età, ognuna delle quali assegnerà un punteggio di 12, 10, 8–1.

## Partecipanti
SVT ha selezionato i 28 partecipanti fra le 2 500 proposte ricevute. La prima metà partecipanti è stata annunciata il 26 novembre 2021, mentre la seconda metà il successivo 30 novembre.
| Artista             | Titolo                   | Lingua            | Compositori                                                                                   |
| ------------------- | ------------------------ | ----------------- | --------------------------------------------------------------------------------------------- |
| Alvaro Estrella     | Suave                    | Inglese, spagnolo | Linnea Deb, Jimmy ”Joker” Thörnfeldt, Joy Deb, Alvaro Estrella                                |
| Anders Bagge        | Bigger than the Universe | Inglese           | Anders Bagge, Jimmy Jansson, Peter Boström, Thomas G:son                                      |
| Angelino            | The End                  | Inglese           | Angelino Markenhorn, Julie Aagaard, Melanie Wehbe, Thomas Steengaard                          |
| Anna Bergendahl     | Higher Power             | Inglese           | Anna Bergendahl, Thomas G:son, Bobby Ljunggren, Erik Bernholm                                 |
| Browsing Collection | Face in the Crowd        | Inglese           | Carolina Karlsson, Mimi Brander, Moa Lenngren, Nora Lenngren, Sandra Bjurman, Jimmy Wahlsteen |
| Cazzi Opeia         | I Can't Get Enough       | Inglese           | Bishat Araya, Jakob Redtzer, Cazzi Opeia, Paul Rey                                            |
| Cornelia Jakobs     | Hold Me Closer           | Inglese           | Isa Molin, David Zandén, Cornelia Jakobsdotter                                                |
| Danne Stråhed       | Hallabaloo               | Svedese           | Danne Stråhed, Fredrik Andersson, Erik Stenhammar                                             |
| Faith Kakembo       | Freedom                  | Inglese           | Laurell Barker, Anderz Wrethov, Palle Hammarlund, Faith Kakembo                               |
| John Lundvik        | Änglavakt                | Svedese           | Anderz Wrethov, Elin Wrethov, Benjamin Rosenbohm, Fredrik Sonefors, John Lundvik              |
| Klara Hammarström   | Run to the Hills         | Inglese           | Jimmy "Joker" Thörnfeldt, Julie Aagaard, Anderz Wrethov, Klara Hammarström                    |
| Lancelot Hedman     | Lyckligt slut            | Svedese           | Lancelot Hedman, Niklas Carson Mattsson                                                       |
| Lillasyster         | Till Our Days Are Over   | Inglese           | Jimmy Jansson, Palle Hammarlund, Ian-Paolo Lira, Martin Westerstrand                          |
| Liamoo              | Bluffin                  | Inglese           | Jimmy "Joker" Thörnfeldt, Sami Rekik, Dino Medanhodzic, Ali Jammali                           |
| Linda Bengtzing     | Fyrfaldigt hurra!        | Svedese           | Thomas G:son, Linda Bengtzing, Myra Granberg, Daniel Jelldéus                                 |
| Lisa Miskovsky      | Best to Come             | Inglese           | Lisa Miskovsky, David Lindgren Zacharias                                                      |
| Malin Christin      | Synd om dig              | Svedese           | Jonathan Lavotha, Oliver Heinänen, Malin Christin                                             |
| Malou Prytz         | Bananas                  | Inglese           | Alice Gernandt, Jimmy ”Joker” Thörnfeldt, Joy Deb, Linnea Deb                                 |
| Medina              | In i dimman              | Svedese           | Jimmy ”Joker” Thörnfeldt, Sami Rekik, Dino Medanhodzic, Ali Jammali                           |
| Niello & Lisa Ajax  | Tror du att jag bryr mig | Svedese           | Yvonne Dahlbom, Niklas Grahn Linroth, Jesper Welander                                         |
| Omar Rudberg        | Moving like That         | Inglese           | Omar Rudberg, Gustav Blomberg, Amanda Kongshaug, Kristin Marie                                |
| Robin Bengtsson     | Innocent Love            | Inglese           | David Lindgren Zacharias, Victor Sjöström, Victor Crone, Viktor Broberg, Sebastian Atas       |
| Samira Manners      | I Want to Be Loved       | Inglese           | Samira Manners, Fredrik Andersson                                                             |
| Shirley Clamp       | Let There Be Angels      | Inglese           | Mats Tärnfors, Pelle Nylén, Shirley Clamp, Jakob Skarin                                       |
| Tenori              | La stella                | Italiano, inglese | Dan Sundquist, Kristian Lagerström, Marcos Ubeda, Bobby Ljunggren, Sarah Börjesson Wassberg   |
| Theoz               | Som du vill              | Svedese           | Tobias Lundgren, Axel Schylström, Tim Larsson, Elize Ryd, Jimmy "Joker" Thörnfeldt            |
| Tone Sekelius       | My Way                   | Inglese           | Anderz Wrethov, Tone Sekelius                                                                 |
| Tribe Friday        | Shut Me Up               | Inglese           | Isak Gunnarsson, Robin Hanberger Pérez, Noah Deutschmann                                      |

## Semifinali

### Prima semifinale
La prima semifinale si è svolta il 5 febbraio 2022 presso la Avicii Arena, ed ha visto competere i primi 7 artisti.
I primi due classificati, che sono passati automaticamente alla finale, sono stati Cornelia Jakobs e Robin Bengtsson, mentre sono andati alla semifinale di ripescaggio Theoz e Danne Stråhed.
A causa di un guasto tecnico, la votazione tramite app non è stata resa disponibile durante questa semifinale; pertanto, sono stati conteggiati unicamente i televoti a pagamento via chiamata e SMS.
| # | Artista         | Titolo              | Primo round | Primo round | Secondo round | Secondo round | Secondo round |
| # | Artista         | Titolo              | Voti        | Posizione   | Voti          | Punti         | Posizione     |
| - | --------------- | ------------------- | ----------- | ----------- | ------------- | ------------- | ------------- |
| 1 | Malou Prytz     | Bananas             | 11 666      | 7           | 4 407         | 1             | 6             |
| 2 | Theoz           | Som du vill         | 18 593      | 4           | 7 119         | 8             | 3             |
| 3 | Shirley Clamp   | Let There Be Angels | 12 290      | 6           | 4 606         | 3             | 5             |
| 4 | Omar Rudberg    | Moving like That    | 15 034      | 5           | 6 143         | 5             | 4             |
| 5 | Danne Stråhed   | Hallabaloo          | 22 611      | 3           | 7 827         | 10            | 2             |
| 6 | Cornelia Jakobs | Hold Me Closer      | 57 790      | 1           | –             | –             | –             |
| 7 | Robin Bengtsson | Innocent Love       | 27 167      | 2           | 12 743        | 12            | 1             |

### Seconda semifinale
La seconda semifinale si è svolta il 12 febbraio 2022 presso la Avicii Arena.
I primi due classificati, che sono passati automaticamente alla finale, sono stati Liamoo e John Lundvik, mentre sono andati alla semifinale di ripescaggio Alvaro Estrella e Tone Sekelius.
| # | Artista             | Titolo                   | Primo round | Primo round | Secondo round | Secondo round | Secondo round |
| # | Artista             | Titolo                   | Voti        | Posizione   | Voti          | Punti         | Posizione     |
| - | ------------------- | ------------------------ | ----------- | ----------- | ------------- | ------------- | ------------- |
| 1 | Liamoo              | Bluffin                  | 1 251 962   | 1           | –             | –             | –             |
| 2 | Niello & Lisa Ajax  | Tror du att jag bryr mig | 729 173     | 7           | 394 603       | 21            | 6             |
| 3 | Samira Manners      | I Want to Be Loved       | 918 801     | 6           | 483 416       | 35            | 4             |
| 4 | Alvaro Estrella     | Suave                    | 1 101 316   | 3           | 632 112       | 69            | 2             |
| 5 | Browsing Collection | Face in the Crowd        | 934 656     | 5           | 488 204       | 33            | 5             |
| 6 | John Lundvik        | Änglavakt                | 1 203 899   | 2           | 778 736       | 92            | 1             |
| 7 | Tone Sekelius       | My Way                   | 946 861     | 4           | 671 065       | 62            | 3             |

### Terza semifinale
La terza semifinale si è svolta il 19 febbraio 2022 presso la Avicii Arena.
I primi due classificati, che sono passati automaticamente alla finale, sono stati Anders Bagge e Faith Kakembo, mentre sono andati alla semifinale di ripescaggio Lisa Miskovsky e Cazzi Opeia.
| # | Artista         | Titolo                   | Primo round | Primo round | Secondo round | Secondo round | Secondo round |
| # | Artista         | Titolo                   | Voti        | Posizione   | Voti          | Punti         | Posizione     |
| - | --------------- | ------------------------ | ----------- | ----------- | ------------- | ------------- | ------------- |
| 1 | Cazzi Opeia     | I Can't Get Enough       | 814 904     | 4           | 496 428       | 67            | 3             |
| 2 | Lancelot Hedman | Lyckligt slut            | 701 151     | 6           | 388 513       | 35            | 5             |
| 3 | Lisa Miskovsky  | Best to Come             | 885 647     | 3           | 551 025       | 75            | 2             |
| 4 | Tribe Friday    | Shut Me Up               | 665 176     | 7           | 368 861       | 19            | 6             |
| 5 | Faith Kakembo   | Freedom                  | 1 076 213   | 2           | 685 512       | 79            | 1             |
| 6 | Linda Bengtzing | Fyrfaldigt hurra!        | 729 974     | 5           | 404 576       | 37            | 4             |
| 7 | Anders Bagge    | Bigger than the Universe | 1 717 664   | 1           | –             | –             | –             |

### Quarta semifinale
La quarta semifinale si è svolta il 26 febbraio 2022 presso la Friends Arena.
I primi due classificati, che sono passati automaticamente alla finale, sono stati Klara Hammarström e i Medina, mentre sono andati alla semifinale di ripescaggio i Lillasyster e Anna Bergendahl.
| # | Artista           | Titolo                 | Primo round | Primo round | Secondo round | Secondo round | Secondo round |
| # | Artista           | Titolo                 | Voti        | Posizione   | Voti          | Punti         | Posizione     |
| - | ----------------- | ---------------------- | ----------- | ----------- | ------------- | ------------- | ------------- |
| 1 | Anna Bergendahl   | Higher Power           | 878 089     | 4           | 519 678       | 73            | 2             |
| 2 | Lillasyster       | Till Our Days Are Over | 921 658     | 3           | 560 382       | 65            | 3             |
| 3 | Malin Christin    | Synd om dig            | 520 201     | 6           | 217 215       | 16            | 6             |
| 4 | Tenori            | La stella              | 508 062     | 7           | 259 261       | 37            | 5             |
| 5 | Medina            | In i dimman            | 1 071 508   | 2           | 736 280       | 84            | 1             |
| 6 | Angelino          | The End                | 679 799     | 5           | 367 428       | 37            | 4             |
| 7 | Klara Hammarström | Run to the Hills       | 1 184 182   | 1           | –             | –             | –             |

### Quinta semifinale
La quinta semifinale si è svolta il 5 marzo 2022 presso la Friends Arena.
Questa semifinale va a sostituire il ripescaggio (Andra Chansen) delle edizioni precedenti, pur mantenendo la medesima funzione. In questa serata, otto artisti sono stati divisi in due gruppi. Le due canzoni più votate di ciascun gruppo hanno avuto accesso alla finale.
Ad accedere alla finale sono stati Tone Sekelius, Anna Bergendahl, Theoz e Cazzi Opeia.
| Gruppo | Ordine | Artista         | Titolo                 | Voti      | Punti | Posizione |
| ------ | ------ | --------------- | ---------------------- | --------- | ----- | --------- |
| I      | 1      | Tone Sekelius   | My Way                 | 1 185 407 | 86    | 1         |
| I      | 2      | Alvaro Estrella | Suave                  | 1 045 540 | 71    | 3         |
| I      | 3      | Danne Stråhed   | Hallabaloo             | 640 928   | 46    | 4         |
| I      | 4      | Anna Bergendahl | Higher Power           | 863 838   | 77    | 2         |
| II     | 1      | Theoz           | Som du vill            | 968 353   | 71    | 2         |
| II     | 2      | Lisa Miskovsky  | Best to Come           | 898 141   | 68    | 3         |
| II     | 3      | Lillasyster     | Till Our Days Are Over | 813 402   | 65    | 4         |
| II     | 4      | Cazzi Opeia     | I Can't Get Enough     | 844 189   | 76    | 1         |

## Finale
La finale si è svolta il 12 marzo 2022 presso la presso la Friends Arena. L'ordine di uscita è stato reso noto il 7 marzo.
Cornelia Jakobs è risultata la vincitrice del voto della giuria internazionale, mentre a trionfare nel televoto è stato Anders Bagge. Una volta sommati i punteggi, la vittoria è stata assegnata a Cornelia Jakobs.
| #  | Artista           | Titolo                   | Punteggio | Punteggio | Punteggio | Posizione |
| #  | Artista           | Titolo                   | Giuria    | Televoto  | Totale    | Posizione |
| -- | ----------------- | ------------------------ | --------- | --------- | --------- | --------- |
| 1  | Klara Hammarström | Run to the Hills         | 27        | 56        | 83        | 6         |
| 2  | Theoz             | Som du vill              | 39        | 26        | 65        | 7         |
| 3  | Anna Bergendahl   | Higher Power             | 11        | 18        | 29        | 12        |
| 4  | John Lundvik      | Änglavakt                | 43        | 17        | 60        | 8         |
| 5  | Tone Sekelius     | My Way                   | 31        | 53        | 84        | 5         |
| 6  | Anders Bagge      | Bigger than the Universe | 31        | 90        | 121       | 2         |
| 7  | Robin Bengtsson   | Innocent Love            | 29        | 5         | 34        | 11        |
| 8  | Faith Kakembo     | Freedom                  | 33        | 18        | 51        | 10        |
| 9  | Liamoo            | Bluffin                  | 65        | 26        | 91        | 4         |
| 10 | Cornelia Jakobs   | Hold Me Closer           | 76        | 70        | 146       | 1         |
| 11 | Cazzi Opeia       | I Can't Get Enough       | 26        | 29        | 55        | 9         |
| 12 | Medina            | In i dimman              | 53        | 56        | 109       | 3         |

| Brano                    | NLD | FIN | ESP | AUS | CZE | IRL | ISR | ITA | Totale |
| ------------------------ | --- | --- | --- | --- | --- | --- | --- | --- | ------ |
| Run to the Hills         |     | 2   | 5   | 3   | 5   | 3   | 3   | 6   | 27     |
| Som du vill              | 5   | 7   | 2   | 1   | 12  | 5   | 7   |     | 39     |
| Higher Power             |     |     | 10  |     |     |     |     | 1   | 11     |
| Änglavakt                | 6   | 12  | 4   | 7   | 6   |     | 5   | 3   | 43     |
| My Way                   | 4   | 6   | 1   | 2   | 4   | 6   | 4   | 4   | 31     |
| Bigger than the Universe | 2   |     | 6   | 4   | 10  | 2   |     | 7   | 31     |
| Innocent Love            | 1   | 1   | 3   |     | 8   | 10  | 6   |     | 29     |
| Freedom                  | 7   | 5   |     | 8   | 2   | 7   | 2   | 2   | 33     |
| Bluffin                  | 8   | 8   | 7   | 5   | 7   | 12  | 8   | 10  | 65     |
| Hold Me Closer           | 10  | 10  | 12  | 12  |     | 8   | 12  | 12  | 76     |
| I Can't Get Enough       | 3   | 3   |     | 6   | 1   | 4   | 1   | 8   | 26     |
| In i dimman              | 12  | 4   | 8   | 10  | 3   | 1   | 10  | 5   | 53     |

## Ascolti
| Puntata     | Messa in onda    | Telespettatori | Share  | Note   |
| ----------- | ---------------- | -------------- | ------ | ------ |
| Semifinali  | 5 febbraio 2022  | 3 135 000      | 75,70% | [ 16 ] |
| Semifinali  | 12 febbraio 2022 | 2 845 000      | 74,60% | [ 16 ] |
| Semifinali  | 19 febbraio 2022 | 2 958 000      | 75,00% | [ 16 ] |
| Semifinali  | 26 febbraio 2022 | 2 778 000      | 73,20% | [ 16 ] |
| Ripescaggio | 5 marzo 2022     | 2 540 000      | 72,50% | [ 16 ] |
| Finale      | 12 marzo 2022    | 3 289 000      | 75,70% | [ 16 ] |
| Media       | Media            | 2 924 000      | 74,45% | [ 16 ] |